# Pteropus loochoensis
La volpe volante di Okinawa (Pteropus loochoensis Gray, 1870) è un pipistrello appartenente alla famiglia degli Pteropodidi, endemico dell'Isola di Okinawa, Giappone.

## Descrizione
Pipistrello di medie dimensioni, con lunghezza dell'avambraccio di circa 139 mm.

Il colore del dorso e delle parti ventrali è bruno-nerastro lucido leggermente cosparso di peli argentati. Le spalle (mantello) e i lati del collo sono color crema. La testa è marrone, con un accenno di maschera più chiara intorno agli occhi. La pelliccia è molto più lunga rispetto alle altre specie dello P.mariannus species group. La tibia è priva di peli.

## Tassonomia
In accordo alla suddivisione del genere Pteropus effettuata da Andersen, P. loochoensis è stato inserito nello P. mariannus species Group, insieme a P. mariannus stesso, P. pelewensis, P. ualanus, P. tonganus e P. yapensis. Tale appartenenza si basa sulle caratteristiche di avere un ripiano basale nei premolari, cranio tipicamente pteropino e le spalle di un colore più brillante rispetto al resto del corpo.

## Distribuzione e habitat
L'areale di questa specie si presume sia l'Isola di Okinawa, Giappone.

## Conservazione
Di questa specie sono noti soltanto due esemplari catturati prima del 1849 e depositati presso il Museo di Storia Naturale di Londra. L'origine tuttavia è incerta e non ci sono informazioni di successive osservazioni di questa specie su tale Isola.  La IUCN Red List, in base a quanto detto, classifica P. loochoensis come specie con dati insufficienti (DD).

La CITES ha inserito questa specie nell'appendice I.